# Miliția Spirituală
Miliția Spirituală (sau Asociația Mișcarea Civică Miliția Spirituală) este o organizație neguvernamentală din România care se ocupă cu activismul civic, având ca misiune declarată mobilizarea conștiinței civică activă și spiritul solidarității cetățenilor. A fost creată în luna mai 2002. Organizația este neafiliată politic.

## Numele
Numele ONG-ului este explicat în felul următor de către fondatori:
- „Miliția” este un cuvânt de sorginte latină care desemnează un „corp de cetățeni dispuși să apere patria în condiții de pericol” (acest înțeles al termenului este însă absent din dicționarul actual, unde este redat doar sensul de organizație paramilitară și de fost organ represiv al regimului comunist).[2]

- Adjectivarea „spirituală”, deși din altă zonă semantică, vine să întărească profilul non-violent al organizației.

## Istoric
Organizația Miliția Spirituală a fost formată de foști studenți ai Facultății de Istorie, Universitatea București. Membrii fondatori, Mihail Bumbeș, Mihai Burcea, Dorinel Brotac, Bogdan Biszok, aflându-se o la un miting cu ocazia Zilei Europei (9 mai), au declanșat un protest spontan, având ca urmare reținerea celor patru de către jandarmi, ei nefiind însă arestați.
În urma acestui eveniment cei patru studenti s-au hotărât să facă front comun pentru a milita pentru civism studențesc. În aceeași lună (mai 2002) aceștia s-au reunit ca grup informal iar după o activitate de 8 ani statutul asociației s-a schimbat din grup informal în organizație neguvernamentală.
În prezent, organizația numără 10 membri și 20 de voluntari, face parte din Platforma pentru București (o uniune informală alcătuită din peste 50 de asociații ce militează pentru democrație participativă în toate deciziile cu privire la București) și colaborează cu 20 de ONG-uri din România. Membrii Miliției sunt cadre universitare, istorici, cercetători, PhD, masteranzi, profesori de liceu, jurnaliști ș.a.

## Obiective
Obiectivele autodeclarate ale asociației sunt:
- promovarea spiritului de toleranță;
- implicarea cetățenilor în procesul decizional al politicilor publice;
- asigurarea transparenței instituțiilor publice;
- apărarea și respectarea drepturilor omului așa cum sunt ele stipulate în legislația internă și în tratatele internaționale;
- salvarea patrimoniului național.

## Activitate publică
Miliția Spirituală desfășoară acțiuni civice, sub formă de proteste, pichetări, sit-in-uri în spațiul public, activism online, scrisori deschise, petiții, dar și o activitate de cercetare istorică, având membrii cercetători ai IICCMER. Organizația face publice frecvent documente și studii întreptrinse avand ca subiect istoria recenta și regimul comunist din România. 
Organizația a participat la protestele de stradă din anul 2012 și campania Uniți Salvăm Roșia Montană.
La 6 octombrie 2012, Miliția Spirituală în colaborare cu mai multe ONG-uri și universități din România a organizat o reprezentație a spectacolului cu piesa "După Traian și Decebal. (Din Filele Istoriei Gay în România)", reprezentație urmată de o dezbatere ce au avut loc în sediul Școlii Naționale de Studii Politice și Administrative (SNSPA) din București. După terminarea evenimentului, organizatori și spectatori ai programului, activiști ai Miliției Spirituale au fost agresați în plină stradă la ieșirea din instituție. 
La 22 octombrie 2013, Miliția Spirituală a dat publicității o listă cu 35 de persoane care au deținut funcții în aparatul de represiune al regimului comunist, numiți de presă "torționari", declanșând o adevărată campanie mediatică pentru aducerea acestora în fața justiției.

## Incidente
În seara zilei de 6 octombrie 2012, șapte activiști de la Miliția Spirituală au fost agresați de un grup de extremiști, pe strada Visarion din București, când ieșeau din sediul SNSPA, unde au organizat un spectacol de teatru și o dezbatere despre homosexualitate în perioada comunistă din România. Incidentul s-a petrecut „revoltător de aproape” de Secția 2 de Poliție a Capitalei. Doi dintre activiști au avut nevoie de îngrijiri medicale de urgență. Toți au depus plângeri penale împotriva agresorilor.
Incidentul a fost condamnat de societatea civilă care a denunțat violența ca fiind homofobă și împotriva dreptului la liberă exprimare. Miliția Spirituală a emis un comunicat în care declara că "Incidentul de aseară este un atac fără precedent la adresa libertății de exprimare și drepturilor constituționale. Faptul este cu atât mai grav cu cât s-a petrecut ca urmare a organizării unui eveniment în cadrul unei universități, spațiu prin definiție destinat dezbaterii. Atacul a urmărit intimidarea celor care participă la acțiuni culturale, civice și știintifice". Organizația a făcut un apel public pentru condamnarea „atacului fără precedent la adresa libertății de exprimare și drepturilor constituționale” și salvgardarea „esenței democratice și europene a Statului român”. Asociația ACCEPT a condamnat „incidentul homofob” și au cerut  autoritățolor sancționarea celor care se fac vinovați de infracțiuni motivate de ură, potrivit unui comunicat. Potrivit Asociației ACCEPT, agresorii s-au declarat, în timpul atacului, împotriva "organizării de conferințe despre gay".

## Vezi și
- IICCMER